# Голопёрая колистия
Голопёрая колистия (лат. Colistium nudipinnis) — вид лучепёрых рыб семейства ромбосолеевых. Распространены в прибрежных водах Новой Зеландии. Максимальная длина тела 90 см.

## Описание
Тело высокое, сильно сжато с боков, овальной формы; высота тела укладывается два раза в длину тела. Окончание рыла вытянуто в длинный ростральный крюк, окончание которого заходит за нижний край верхней челюсти. Глаза расположены на правой стороне тела. Спинной плавник начинается на окончании рыла и тянется до хвостового стебля; передние лучи не удлинённые. Хвостовой плавник закруглённый. Спинной и анальный плавники не соединяются с хвостовым. Брюшной плавник на глазной стороне соединён мембраной с анальным плавником, в нём 7 мягких лучей. Глазная сторона тела тёмно-коричневого цвета с крупными тёмными пятнами. Слепая сторона беловатого или желтоватого цвета, иногда с мелкими чёрными точками. Мембраны плавников бледные.
Продолжительность жизни до 16 лет.